# Carlos Fernando Cardoso
Carlos Fernando Cardoso (Desterro, c. 1836 – Desterro, 16 de novembro de 1882) foi um padre e político brasileiro.
Filho de Fernando Antônio Cardoso e de Teresa Cardoso.
Foi deputado à Assembleia Legislativa Provincial de Santa Catarina na 17ª legislatura (1868 — 1869).